# Gibasoides
Gibasoides é um género botânico pertencente à família Commelinaceae e  endemica do mexico mais especificamente  Oaxaca e sudeste do mexico 
1. ↑  «Gibasoides — World Flora Online». www.worldfloraonline.org. Consultado em 19 de novembro de 2023

Thyrsanthemum laxiflorum em kew royal britanic gardens